# Dịch Hân
Dịch Hân (tiếng Mãn: ᡳ
 ᡥᡳᠨ, chuyển tả: I Hin, tiếng Trung: 奕訢; 11 tháng 1 năm 1833 – 29 tháng 5 năm 1898), Ái Tân Giác La, hiệu Nhạc đạo Đường Chủ nhân (乐道堂主人), là một trong 12 Thiết mạo tử vương và chính khách quan trọng trong thời kỳ cuối của nhà Thanh trong lịch sử Trung Quốc.

## Thân thế
Dịch Hân sinh vào giờ Sửu, ngày 21 tháng 11 (âm lịch), năm Đạo Quang thứ 12 (1832), là con trai thứ 6 của Đạo Quang Đế, mẹ ông là Hiếu Tĩnh Thành Hoàng hậu Bác Nhĩ Tế Cát Đặc thị (lúc ấy đang là Tĩnh phi). Ông là em ruột của Thuận Hòa Quận vương Dịch Cương (奕綱), Tuệ Chất Quận vương Dịch Kế (奕繼) và Cố Luân Thọ Ân Công chúa.

## Cuộc đời

### Thời Đạo Quang
Ông từ nhỏ được Sư phó Trác Bỉnh Điềm (卓秉恬) chỉ dạy, được nhận định thông minh hiếu học. Đạo Quang Đế lúc sinh thời khi lựa chọn Trữ quân, luôn do dự không biết nên chọn Hoàng tứ tử Dịch Trữ hay chọn ông. Năm Đạo Quang thứ 26 (1846), Đạo Quang Đế quyết định chọn Hoàng tứ tử Dịch Trữ làm Trữ quân, lại hạ lệnh vào năm thứ 29 (1849), nếu sinh mẫu của ông là Tĩnh Quý phi không may qua đời, thì chỉ cần táng vào trong Phi viên tẩm, không được sửa đổi, ngầm định việc ông tranh đoạt Trữ vị thất bại. Năm thứ 30 (1850), theo di chiếu của Đạo Quang Đế, ông được phong làm Cung Thân vương và được ban cho Cung vương phủ (phủ đệ của Hòa Thân lúc trước) làm phủ đệ. Ông được cho phép mang Hồng nhung kết đỉnh quan Triều phục, Mãng bào đều sử dụng màu Kim hoàng.

### Thời Hàm Phong
Năm Hàm Phong nguyên niên (1851), ông được phong làm Thập ngũ thiện xạ Đại thần (十五善射大臣). Năm thứ 2 (1852), tháng 4, ông chính thức phân phủ, được phép hành tẩu tại nội đình, tiếp tục đọc sách tại Thượng Thư phòng. Tháng 8, quản lý sự vụ Chính Lam kỳ Giác La học. Năm thứ 3 (1853), tháng giêng, quản lý sự vụ Trung Chính điện và Võ Anh điện. Tháng 2, trở thành Tổng tộc trưởng của Chính Hồng kỳ. Tháng 10, phụng chỉ hành tẩu tại Quân cơ đại thần. Năm thứ 4 (1854), tháng 2, quản lý sự vụ Tam khố của Lại bộ, thụ Đô thống Mông Cổ Tương Hồng kỳ. Tháng 4, thụ Tông Nhân phủ Hữu Tông nhân. Tháng 6, điều làm Đô thống Hán quân Tương Hoàng kỳ. Tháng 9, thăng làm Tông Nhân phủ Tông lệnh, thụ Duyệt binh Đại thần (阅兵大臣), điều làm Đô thống Mãn Châu Chính Hoàng kỳ.
Năm thứ 5 (1855), tháng giêng, điều làm Tổng lý Hành doanh sự vụ Đại thần (总理行营事务大臣). Tháng 2, ông được ban cho mặc Hoàng mã khuê (黄马袿). Tháng 7, vì mẹ con ông giả mạo chỉ dụ của Hàm Phong Đế, phong sinh mẫu của ông là Khang Từ Hoàng thái hậu, là việc coi thường Hoàng đế nên Hàm Phong Đế vô cùng tức giận. Cũng vì vậy mà ông bị miễn hầu như tất cả các chức vụ như Quân cơ đại thần thượng Hành tẩu, Tông lệnh, Đô thống Mãn Châu Chính Hoàng kỳ, quản lý sự vụ Tam khố, tuy nhiên vẫn tiếp tục được hành tẩu tại Nội đình, đọc sách ở Thượng Thư phòng và quản lý Trung Chính điện. Năm thứ 7 (1857), tháng 5, ông nhậm chức Đô thống Mông Cổ Tương Hồng kỳ, quản lý sự vụ Tương Hồng kỳ Tân cựu Doanh phòng (新旧营房).
Năm thứ 8 (1858), tháng 5, quản lý sự vụ Ung Hòa cung, bổ làm Duyệt binh Đại thần. Năm thứ 9 (1859), tháng 4, ông nhậm Nội đại thần. Tháng 12 nhậm Quản yến Đại thần (管宴大臣). Năm thứ 10 (1860), tháng 8, ông nhận lệnh làm Khâm sai đại thần (钦差大臣), ở lại Bắc Kinh kí kết "Công ước Bắc Kinh" (北京条约) sau khi nhà Thanh thất bại trong cuộc chiến tranh với liên quân Anh - Pháp. Tháng 12, quản lý sự vụ Tổng lý các quốc sự vụ nha môn.

### Thời Đồng Trị
Năm Hàm Phong thứ 11 (1861), tháng 7, Hàm Phong Đế băng hà, Đồng Trị Đế đăng cơ, ông được ban cho đặc quyền ngoại trừ triều hội đại điển, còn lại những yến hội thông thường đều không cần khấu bái. Lúc bấy giờ, quyền lực nhiếp chính nằm trong tay Cố mệnh Bát đại thần, mà quan hệ giữa nhóm người này cùng Lưỡng cung Thái hậu cực kì căng thẳng. Đến tháng 10, ông cùng Từ An Thái hậu và Từ Hi Thái hậu phát động "Tân Dậu chính biến" (辛酉政变), đoạt lại quyền hành từ tay Cố mệnh Bát đại thần. Sau khi chính biến thành công, ông được phong làm Nghị chính vương (议政王), được hành tẩu tại Quân cơ xứ, nhậm chức Tông Nhân phủ Tông lệnh, Tổng quản Nội vụ phủ sự vụ Đại thần, lại quản lý sự vụ Ngân khố của Tông Nhân phủ. Cùng tháng, ông được nhận song bổng của Thân vương, quản lý sự vụ Hỏa Khí doanh, lại nhận được đặc cách ngoại trừ triều hồi đại điển, còn lại những chỉ dụ và tấu triệp khác đều không cần đề tiêu đề. Đồng thời, ông cũng chịu trách nhiệm quản lý việc thờ cúng ở Thái miếu và việc hôn nhân cưới gả của Cận chi Tông thất. Tháng 12, quản lý sự vụ Thần Cơ doanh (神机营).
Từ năm Hàm Phong thứ 11 (1861) đến năm Quang Tự thứ 10 (1884), ông đảm nhiệm chức Lĩnh ban Quân cơ đại thần (領班軍機大臣) kiêm Bộ Ngoại giao đại thần (理衙门大臣), quyền hành thực sự to lớn. Năm Đồng Trị nguyên niên (1862), tháng giêng, ông được cho phép ngồi kiệu bốn người khiêng trong Tử Cấm Thành. Tháng 2, điều làm Đô thống Mãn Châu Chính Hồng kỳ. Tháng 4, quản lý sự vụ Tạo Biện xứ (造办处). Tháng 6, quản lý sự vụ Khâm thiên giám Toán học. Năm thứ 3 (1863), tháng 7, điều làm Đô thống Mãn Châu Chính Hoàng kỳ, quản lý sự vụ Lưỡng dực Tông học. Năm thứ 4 (1865), tháng 3, ông bị buộc tội nhận hối lộ, lại bị Từ Hi Thái hậu nghi kị nên ông bị bãi chức Nghị chính ở Quân cơ xứ, cách chức tất cả các chức vụ. Nhưng cùng tháng, ông lại được cho phép hành tẩu tại Nội đình, tiếp tục quản lý Tổng lý Nha môn. Tháng 4, lại tiếp tục Quân cơ đại thần thượng Hành tẩu, nhưng không khôi phục thân phận Nghị chính. Cùng tháng, ông lại nhậm Đô thống Mãn Châu Chính Hoàng kỳ. Tháng 6, nhậm Tổng lý Hành doanh Đại thần (总理行营大臣). Năm thứ 5 (1866), tháng 12, ông quản lý sự vụ Tộc trưởng của Hữu dực Cận chi Đệ tam tộc. Năm thứ 7 (1867), tháng 4, nhậm Tông Nhân phủ Tả Tông chính. Năm thứ 8 (1869), nhân việc ông ủng hộ Từ An Thái hậu xử trảm An Đức Hải (安德海), nên mâu thuẫn giữa ông và Từ Hi Thái hậu ngày càng gay gắt. Năm thứ 11 (1872), ông được ban cho Thế tập võng thế tước vị thân vương, trở thành Thiết mạo tử vương thứ mười một của nhà Thanh. Năm thứ 12 (1873), Đồng Trị Đế muốn tu sửa Viên Minh Viên, nhưng lại bị ông can ngăn nên Đồng Trị Đế oán hận, đuổi ông khỏi triều đình. Năm thứ 13 (1874), tháng 7, ông bị bỏ đi tư cách Thế tập võng thế, bị hàng làm Quận vương. Tuy nhiên chỉ 1 tháng sau, ông được phục tước Thân vương và lại cho phép thế tập võng thế.

### Thời Quang Tự
Năm Quang Tự nguyên niên (1875), tháng 12, ông thay quyền Tông Nhân phủ Tông lệnh. Năm thứ 2 (1876), tháng 9, sung làm Ngọc Điệp quán Tổng tài. Năm thứ 5 (1879), tháng 9, quản lý sự vụ Mãn Châu Chính Bạch kỳ Tân cựu Doanh phòng và Thành nội Quan phòng. Tháng 11, ông được ban thưởng bức hoành phi "Phụ chính Phù quốc" do đích thân Quang Tự Đế viết. Năm thứ 7 (1881), quản lý thờ cúng Thái miếu và việc hôn nhân cưới gả của Cận chi Tông thất. Năm thứ 10 (1884), Chiến tranh Trung - Pháp bùng nổ, ông lãnh đạo Quân cơ xứ và quân đội nhà Thanh chiến đấu. Sau cùng thất bại, ông bị Từ Hi Thái hậu bãi hết chức vụ, ngưng nhận song bổng của Thân vương, lệnh ở phủ đệ an dưỡng, đồng thời Từ Hi Thái hậu lệnh Lễ Thân vương Thế Đạc, Thuần Thân vương Dịch Hoàn thay thế ông nhậm chức Quân cơ đại thần. Những vị đại thần ủng hộ ông như Võ Anh điện Đại học sĩ Bảo Vân (宝鋆), Lại bộ Thượng thư Lý Hồng Tảo (李鸿藻), Binh bộ Thượng thư Cảnh Liêm (景廉), Công bộ Thượng thư Ông Đồng Hòa đều bị cách chức. Năm thứ 12 (1886), tháng 12, ông tiếp tục được nhận song bổng của Thân vương. Năm thứ 15 (1889), ông được ban thưởng thêm Đầu đẳng Hộ vệ và Nhị đẳng Hộ vệ mỗi vị trí một người, Tam đẳng Hộ vệ hai người.

### Cuối đời
Lúc cuối đời, ông thường hay giao du với người Tây dương ở chùa Tĩnh Tu (寺静修). Mãi đến năm Quang Tự thứ 20 (1894), sau khi Chiến tranh Giáp Ngọ thất bại, ông lại được đề bạt trở lại triều đình. Một lần nữa được ban thưởng thêm Đầu đẳng Hộ vệ và Nhị đẳng Hộ vệ mỗi vị trí một người, Tam đẳng Hộ vệ hai người. Tháng 9, tiếp tục hành tẩu tại Nội đình, quản lý Tổng lý Nha môn lại kiêm nhiệm quản lý sự vụ Hải quân, hội đồng bạn lý Quân vụ. Đồng thời, vì thương cảm ông tuổi già, Quang Tự Đế cho phép không cần liệt kê ông trong các sự kiện tùy hành, tế tự, soa sử các loại. Tháng 11, ông được phép ngồi kiệu hai người khiêng ở bên trong Tây Môn uyển, nhậm Quân cơ đại thần, sung làm Phương lược quán Tổng tài. Năm thứ 22 (1896), tháng 2, ông thay quyền Tông Nhân phủ Tông lệnh. Năm thứ 24 (1900), giờ Tuất, ngày 10 tháng 4 (âm lịch), ông qua đời, thọ 67 tuổi.
Tháng 11, Quang Tự Đế ra chỉ dụ:
| “ | 恭亲王奕欣谊笃亲贤久襄密勿溯当, 同治初元予与孝贞显皇后垂帘听政其时东南未靖, 国事多艰, 恭亲王翊赞谟献削平大难, 论功行赏, 特命以亲王世袭罔替. 三十余年恪功奉职, 殚竭忠忱, 其间养疾家居, 旋复起膺机要朝夕从事力任其难, 二月之杪旧疾举发, 予率皇帝迭次亲临看视方冀安心调理, 可即就痊不意, 本月初十日遂尔长逝, 时事方殷, 失此良弼, 予怀震悼, 曷可胜言, 本日临邸奠祭追维畴昔眷念成劳, 恭亲王着赐諡曰忠, 入祀贤良祠, 守卫园寝, 添设丁户, 四时祭祀, 官爲经理, 伊孙溥伟即日承袭亲王, 用示笃念, 宗亲怆怀, 贤辅至意, 钦此. . Cung Thân vương Dịch Hân nghị đốc thân hiền cửu tương mật vật tố đương, Đồng Trị sơ nguyên dư dữ Hiếu Trinh Hiển Hoàng hậu thùy liêm thính chính kỳ thì đông nam vị tĩnh, quốc sự đa gian, Cung Thân vương dực tán mô hiến tước bình đại nan, luận công hành thưởng, đặc mệnh dĩ Thân vương Thế tập võng thế. Tam thập dư niên khác công phụng chức, đàn kiệt trung thầm, kỳ gian dưỡng tật gia cư, toàn phục khởi ưng ky yếu triêu tịch tòng sự lực nhâm kỳ nan, nhị nguyệt chi diểu cựu tật cử phát, dư suất Hoàng đế điệt thứ thân lâm khán thị phương ký an tâm điều lý, khả tức tựu thuyên bất ý, bản nguyệt sơ thập nhật toại nhĩ trường thệ, thì sự phương ân, thất thử lương bật, dư hoài chấn điệu, hạt khả thắng ngôn, bản nhật lâm để điện tế truy duy trù tích quyến niệm thành lao, cung thân vương trứ tứ thụy viết Trung, nhập tự hiền lương từ, thủ vệ viên tẩm, thiêm thiết đinh hộ, tứ thì tế tự, quan vi kinh lý, y tôn phổ vĩ tức nhật thừa tập thân vương, dụng kỳ đốc niệm, tông thân sảng hoài, hiền phụ chí ý, khâm thử. | ” |

| “ | 我朝家法亲郡王等有功在社稷者皆得配享太庙, 所以示崇敬之典爲万世人臣树之, 鹄也溯当, 咸丰十年文宗显皇帝秋猕木兰, 恭亲王奕欣留京办事中外又安迨, 同治初元垂帘听政, 恭亲王首膺熏寄入 䞇 枢机荐拔贤才肃清区宇数十年来蹇蹇匪躬, 恪勤罔懈, 王之功绩, 薄海咸知, 王之功诚, 祖宗昭鉴, 今不幸遘疾奄逝, 论其德业允足侑食庙庭, 着大学士九卿考定位次, 一切典礼, 详议以闻, 钦此. . Ngã Triều gia pháp Thân Quận vương đẳng hữu công tại xã tắc giả giai đắc phối hưởng Thái miếu, sở dĩ kỳ sùng kính chi điển vi vạn thế nhân thần thụ chi, hộc dã tố đương, Hàm Phong thập niên Văn Tông Hiển Hoàng đế thu mi mộc lan, Cung Thân vương Dịch Hân lưu kinh bạn sự trung ngoại hựu an đãi, Đồng Trị sơ nguyên thùy liêm thính chính, Cung Thân vương thủ ưng huân ký nhập điệp xu ky tiến bạt hiền tài túc thanh khu vũ sổ thập niên lai kiển kiển phỉ cung, khác cần võng giải, Vương chi công tích, bạc hải hàm tri, Vương chi công thành, tổ tông chiêu giám, kim bất hạnh cấu tật yểm thệ, luận kỳ đức nghiệp duẫn túc hựu thực miếu đình, trứ Đại Học sĩ Cửu khanh khảo định vị thứ, nhất thiết điển lễ, tường nghị dĩ văn, khâm thử. | ” |

Ông được truy thụy "Cung Trung Thân vương" (恭忠親王), được đưa vào Hiền lương từ và phối hưởng trong Thái miếu. Quang Tự Đế đích thân đến tang lễ của ông để tế lễ. Dịch Hân là người theo chủ nghĩa Dương vụ, cùng với Tăng Quốc Phiên, Tả Tông Đường, Lý Hồng Chương phát động phong trào Dương vụ, giao lưu với phương Tây, trấn áp Thái Bình Thiên Quốc, được xưng là Hiền vương (賢王).

## Gia quyến
| \| \| \| \| \| \| \| \| \| \| \| \| \| \| \| \| \| \| \| \| Hoàng đế Ung Chính \| \| \| \| \| \| \| \| \| \| \| \| \| \| \| \| \| \| \| \| \| \| \| \| \| \| \| \| \| \| \| \| \| \| \| \| \| \| \| \| \| \| \| \| \| \| \| \| \| \| \| \| \| \| Hoàng đế Càn Long \| \| \| \| \| \| \| \| \| \| \| \| \| \| \| \| \| \| \| \| \| \| \| \| \| \| \| \| \| \| \| \| \| \| \| \| \| \| \| \| \| \| \| \| \| \| \| \| \| \| \| \| \| \| Hiếu Thánh Hiến Hoàng hậu \| \| \| \| \| \| \| \| \| \| \| \| \| \| \| \| \| \| \| \| \| \| \| \| \| \| \| \| \| \| \| \| \| \| \| \| \| \| \| \| \| \| \| \| \| \| \| \| \| \| \| \| \| \| Hoàng đế Gia Khánh \| \| \| \| \| \| \| \| \| \| \| \| \| \| \| \| \| \| \| \| \| \| \| \| \| \| \| \| \| \| \| \| \| \| \| \| \| \| \| \| \| \| \| \| \| \| \| \| \| \| \| \| \| \| Ngụy Thanh Thái \| \| \| \| \| \| \| \| \| \| \| \| \| \| \| \| \| \| \| \| \| \| \| \| \| \| \| \| \| \| \| \| \| \| \| \| \| \| \| \| \| \| \| \| \| \| \| \| \| \| \| \| \| \| Hiếu Nghi Thuần Hoàng hậu \| \| \| \| \| \| \| \| \| \| \| \| \| \| \| \| \| \| \| \| \| \| \| \| \| \| \| \| \| \| \| \| \| \| \| \| \| \| \| \| \| \| \| \| \| \| \| \| \| \| \| \| \| \| Hoàng đế Đạo Quang \| \| \| \| \| \| \| \| \| \| \| \| \| \| \| \| \| \| \| \| \| \| \| \| \| \| \| \| \| \| \| \| \| \| \| \| \| \| \| \| \| \| \| \| \| \| \| \| \| \| \| \| \| \| Hiếu Thục Duệ hoàng hậu \| \| \| \| \| \| \| \| \| \| \| \| \| \| \| \| \| \| \| \| \| \| \| \| \| \| \| \| \| \| \| \| \| \| \| \| \| \| \| \| \| \| \| \| \| \| \| \| \| \| \| \| \| \| Dịch Hân \| \| \| \| \| \| \| \| \| \| \| \| \| \| \| \| \| \| \| \| \| \| \| \| \| \| \| \| \| \| \| \| \| \| \| \| \| \| \| \| \| \| \| \| \| \| \| \| \| \| \| \| \| \| Hoa Lương A \| \| \| \| \| \| \| \| \| \| \| \| \| \| \| \| \| \| \| \| \| \| \| \| \| \| \| \| \| \| \| \| \| \| \| \| \| \| \| \| \| \| \| \| \| \| \| \| \| \| \| \| \| \| Hiếu Tĩnh Thành Hoàng hậu \| \| \| \| \| \| \| \| \| \| \| \| \| \| \| \| \| \| \| \| \| \| \| \| \| \| \| \| \| \| \| \| \| \| \| \| \| \| \| \| \| \| \| \| \| \| \| \| \| \| \| \| |                           |  |  |  |  |  |  |  |  |  |  |  |  |  |  |  |
| |                           |  |  |  |  |  |  |  |  |  |  |  |  |  |  |  |
| | Hoàng đế Ung Chính        |  |  |  |  |  |  |  |  |  |  |  |  |  |  |  |
| |                           |  |  |  |  |  |  |  |  |  |  |  |  |  |  |  |
| |                           |  |  |  |  |  |  |  |  |  |  |  |  |  |  |  |
| | Hoàng đế Càn Long         |  |  |  |  |  |  |  |  |  |  |  |  |  |  |  |
| |                           |  |  |  |  |  |  |  |  |  |  |  |  |  |  |  |
| |                           |  |  |  |  |  |  |  |  |  |  |  |  |  |  |  |
| | Hiếu Thánh Hiến Hoàng hậu |  |  |  |  |  |  |  |  |  |  |  |  |  |  |  |
| |                           |  |  |  |  |  |  |  |  |  |  |  |  |  |  |  |
| |                           |  |  |  |  |  |  |  |  |  |  |  |  |  |  |  |
| | Hoàng đế Gia Khánh        |  |  |  |  |  |  |  |  |  |  |  |  |  |  |  |
| |                           |  |  |  |  |  |  |  |  |  |  |  |  |  |  |  |
| |                           |  |  |  |  |  |  |  |  |  |  |  |  |  |  |  |
| | Ngụy Thanh Thái           |  |  |  |  |  |  |  |  |  |  |  |  |  |  |  |
| |                           |  |  |  |  |  |  |  |  |  |  |  |  |  |  |  |
| |                           |  |  |  |  |  |  |  |  |  |  |  |  |  |  |  |
| | Hiếu Nghi Thuần Hoàng hậu |  |  |  |  |  |  |  |  |  |  |  |  |  |  |  |
| |                           |  |  |  |  |  |  |  |  |  |  |  |  |  |  |  |
| |                           |  |  |  |  |  |  |  |  |  |  |  |  |  |  |  |
| | Hoàng đế Đạo Quang        |  |  |  |  |  |  |  |  |  |  |  |  |  |  |  |
| |                           |  |  |  |  |  |  |  |  |  |  |  |  |  |  |  |
| |                           |  |  |  |  |  |  |  |  |  |  |  |  |  |  |  |
| | Hiếu Thục Duệ hoàng hậu   |  |  |  |  |  |  |  |  |  |  |  |  |  |  |  |
| |                           |  |  |  |  |  |  |  |  |  |  |  |  |  |  |  |
| |                           |  |  |  |  |  |  |  |  |  |  |  |  |  |  |  |
| | Dịch Hân                  |  |  |  |  |  |  |  |  |  |  |  |  |  |  |  |
| |                           |  |  |  |  |  |  |  |  |  |  |  |  |  |  |  |
| |                           |  |  |  |  |  |  |  |  |  |  |  |  |  |  |  |
| | Hoa Lương A               |  |  |  |  |  |  |  |  |  |  |  |  |  |  |  |
| |                           |  |  |  |  |  |  |  |  |  |  |  |  |  |  |  |
| |                           |  |  |  |  |  |  |  |  |  |  |  |  |  |  |  |
| | Hiếu Tĩnh Thành Hoàng hậu |  |  |  |  |  |  |  |  |  |  |  |  |  |  |  |
| |                           |  |  |  |  |  |  |  |  |  |  |  |  |  |  |  |
| |                           |  |  |  |  |  |  |  |  |  |  |  |  |  |  |  |

### Thê thiếp

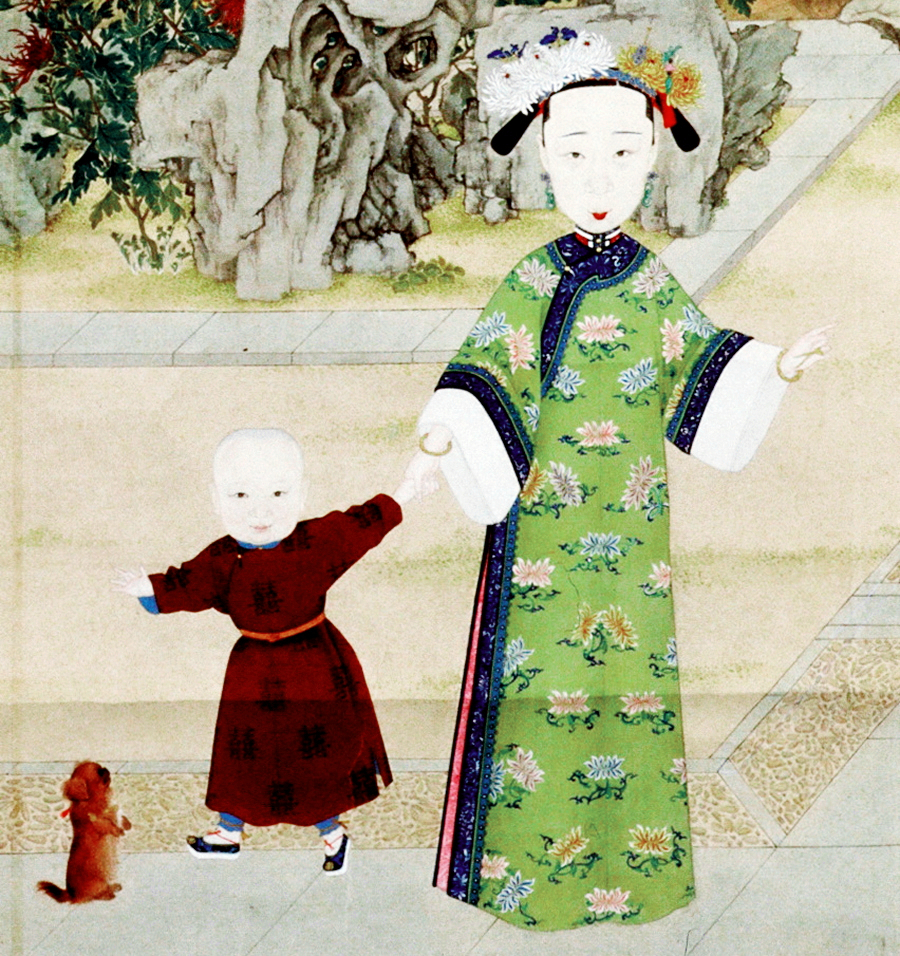
Dịch Hân và Hiếu Tĩnh Thành Hoàng hậu

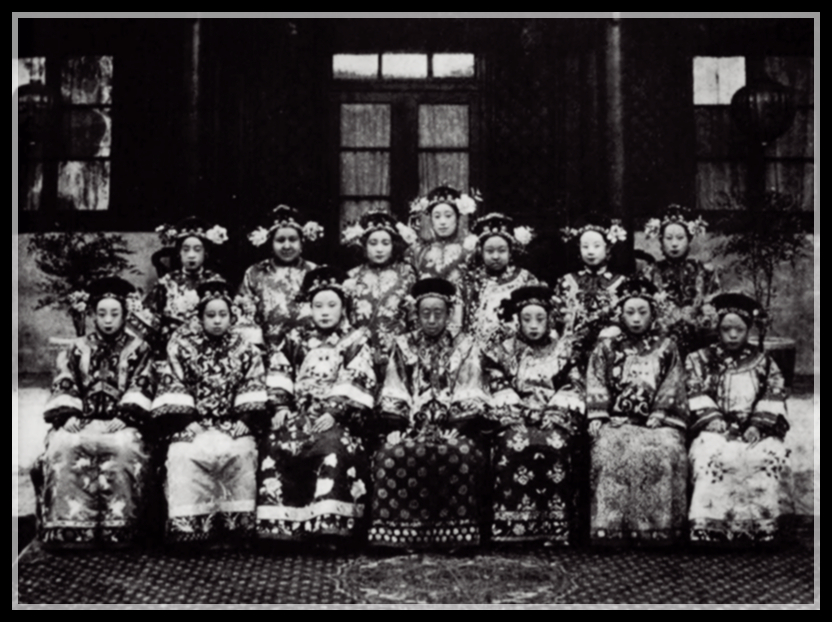
Cố Luân Vinh Thọ Công chúa (giữa, đang ngồi)

#### Đích Phúc tấn
- Qua Nhĩ Giai thị (瓜爾佳氏), con gái của Đại học sĩ Quế Lương (桂良).

#### Trắc Phúc tấn
- Tiết Giai thị (薛佳氏), con gái của Văn Giang (文江).
- Vương Giai thị (王佳氏), con gái của Phúc Khánh (福庆).
- Trương Giai thị (张佳氏), con gái của Song Hỉ (双喜).
- Lưu Giai thị (刘佳氏), con gái của Hiệp lãnh Khánh Xuân (庆春).
- Thọ Giai thị (寿佳氏).
- Thôi Giai thị (崔佳氏).
- Lưu Giai thị (刘佳氏), con gái của Khánh Vân (庆云).

### Hậu duệ

#### Con trai
1. Tái Trừng (載澂; 1858 – 1885), mẹ là Đích Phúc tấn Qua Nhĩ Giai thị. Sau khi qua đời được truy thụy Quả Mẫn Bối lặc (果敏貝勒).
2. Tái Huỳnh (載瀅; 1861 – 1909), mẹ là Trắc Phúc tấn Tiết Giai thị. Được cho làm con thừa tự của Chung Đoan Quận vương Dịch Hỗ (奕詥) (con trai thứ 8 của Đạo Quang) và được phong Bối lặc (貝勒).
3. Tái Tuấn (載濬; 1864 - 1866), mẹ là Đích Phúc tấn Qua Nhĩ Giai thị. Chết yểu, được truy phong Phụng ân Phụ quốc công (奉恩輔國公).
4. Tái Hoàng (載潢; 1881 - 1885), mẹ là Trắc Phúc tấn Lưu Giai thị. Chết yểu, được truy phong Bất nhập Bát phân Phụ quốc công (不入八分輔國公).

#### Con gái
1. Vinh Thọ Cố Luân Công chúa (固倫榮壽公主; 1854 - 1924), mẹ là Đích Phúc tấn Qua Nhĩ Giai thị. Năm 1862 được Từ Hi Thái hậu cho vào cung nuôi nấng và được phong Cố Luân Công chúa (固倫公主). Năm 1868 bà được gả cho Chí Đoan (志端) - con trai của Cố Luân Ngạch phò Cảnh Thọ (景寿).
2. Nhị nữ (次女; 1860 - 1863), mẹ là Đích Phúc tấn Qua Nhĩ Giai thị. Chết yểu.
3. Tam nữ (三女; 1879 - 1880), mẹ là Trắc Phúc tấn Lưu Giai thị. Chết yểu.
4. Tứ nữ (四女; 1879 - 1880), mẹ là Trắc Phúc tấn Trương Giai thị. Chết yểu.
5. Ngũ nữ (五女; 1880 - 1881), mẹ là Trắc Phúc tấn Lưu Giai thị. Chết yểu.

#### Cháu trai
- Phổ Vĩ (溥伟; 1880 – 1936), là con trai thừa tự của Tải Trừng. Năm 1898 được thế tập tước vị Cung Thân vương (恭親王). Sau khi qua đời được truy thụy Cung Hiền Thân vương (恭賢亲王).
- Phổ Nho (溥儒; 1896 - 1963).
- Phổ Hựu (溥佑; 1898 - 1937), sau khi Dịch Hân mất, được hậu duệ của Nhiêu Dư Quận vương A Ba Thái nhận làm con thừa tự. Được trở lại chi hệ của Dịch Hân năm 1937.
- Phổ Huệ (溥僡; 1906 – 1963).